# Oupa Manyisa
Oupa Matthews Manyisa, född den 30 juli 1988 i Mohlakeng, är en sydafrikansk fotbollsspelare som för tillfället spelar för den sydafrikanska klubben Orlando Pirates.